# Melicope saintjohnii
Melicope saintjohnii är en vinruteväxtart som först beskrevs av Hume, och fick sitt nu gällande namn av T.G. Hartley & B.C. Stone. Melicope saintjohnii ingår i släktet Melicope och familjen vinruteväxter. Inga underarter finns listade i Catalogue of Life.